# 해병대 야구단
해병대 야구단은 1956년부터 1973년까지 존재했던 구단이다. 1964년 해군 야구단을 합병했으나, 1973년 성무 야구단에 합병되며 사라졌다.

## 주요 선수
- 한동화
- 강병철
- 임신근
- 정동진